# GoDaddy
GoDaddy Inc. é uma empresa registradora de domínios e hospedeira de sites. Em Janeiro de 2020, a GoDaddy possuía aproximadamente 19 milhões de clientes e mais de 6.000 funcionários em todo o mundo. A empresa é conhecida por suas publicidades na TV e nos jornais. A empresa GoDaddy é atualmente a maior organização registradora de domínios do mundo, conforme a ICANN.

## História
A GoDaddy foi fundada em 1997 pelo empreendedor Bob Parsons, de Baltimore, Maryland. Antes da GoDaddy, Parsons vendeu sua empresa de serviços financeiros de software, a Parsons Technology, para a Intuit por US$ 65 milhões em 1994.
Parsons saiu de sua aposentadoria em 1997 para lançar a Jomax Technologies, que mais tarde se tornou GoDaddy Group Inc.
Inicialmente a empresa se chamaria Big Daddy, mas como o nome já estava registrado Parsons decidiu por Go Daddy e posteriormente GoDaddy.
Em 2011,  A GoDaddy foi vendida por $ 2,2 bilhões para um grupo de privaty equity formado pelas empresas  KKR & Co., Silver Lake Partners e Technology Crossover Ventures. A esperança é expandir a empresa internacionalmente, fazer mais parcerias, adquirir outras empresas e recrutar talentos, disse Bob Parsons, executivo-chefe e fundador, em entrevista ao Los Angeles Times. 
A partir de 2018, GoDaddy é o maior host do mundo em participação de mercado, com mais de 62 milhões de domínios registrados.
Em março de 2018, a Amazon Web Services (AWS) anunciou que a GoDaddy está migrando a grande maioria de sua infraestrutura para a AWS como parte de uma transição de vários anos.
A sede da empresa estava localizada em Scottsdale até abril de 2021, quando então se mudou para Tempe.

## Patrocínios

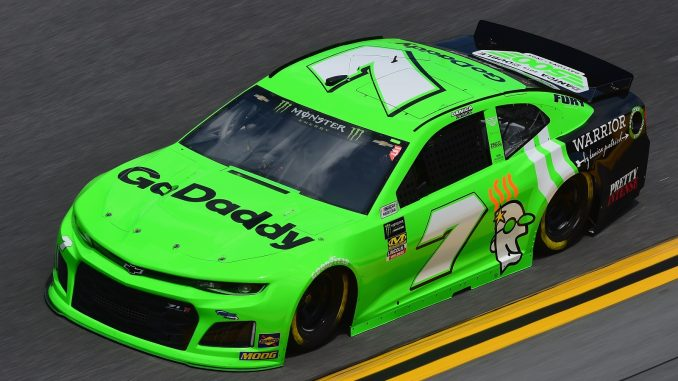
Veículo com a Logo da GoDaddy na NASCAR

A empresa começou patrocinando o Super Bowl de 2005, a partir de 2009 patrocinou a piloto Danica Patrick na IndyCar Series e Brad Keselowski na NASCAR, passando a patrocinar Danica na NASCAR a partir de 2012.

### Anúncios no Super Bowl
O anúncio da GoDaddy no Super Bowl XLI de 2007 foi criticado pelo New York Times como sendo "cafona"; na National Review como "ousado, no estilo 'Girls-Gone-Wild'"; e como "apenas triste" por Barbara Lippert na Adweek, que deu ao anúncio uma nota "D".
O anúncio da GoDaddy no Super Bowl XLII de 2008 recebeu uma resposta negativa da imprensa. Barbara Lippert da Adweek descreveu-o como uma "cena mal produzida em uma sala de estar onde as pessoas estão reunidas para assistir ao Super Bowl. Enquanto as assistimos, um cara em seu computador no canto da sala atrai a multidão para o GoDaddy.com para ver o anúncio banido." Lippert também disse: "provavelmente produzirá uma resposta pavloviana fazendo com que os espectadores reais em suas próprias salas de estar façam o mesmo." 
Em 2009, a GoDaddy comprou espaços para dois comerciais diferentes apresentando a GoDaddy Girl e a piloto da IndyCar Series, Danica Patrick, para o Super Bowl XLIII. Em "Shower", Danica toma um banho com Simona Fusco Stratten enquanto três estudantes universitários controlam as manobras das mulheres a partir de um computador. "Baseball" é uma sátira do escândalo de esteroides. Embora "Shower" tenha vencido a votação online da GoDaddy, "Baseball" foi o mais popular do Super Bowl. Ambos ajudaram a aumentar as inscrições de domínios em 110 por cento acima dos níveis pós-Super Bowl de 2008. A GoDaddy postou versões exclusivas para a internet de seus comerciais durante o jogo, que eram versões estendidas com conteúdo mais ousado. "Baseball" foi o comercial mais assistido do Super Bowl, segundo a TiVo, Inc. De acordo com a Comscore, a GoDaddy ficou em primeiro lugar no acompanhamento dos sites dos anunciantes. Rob Goulding, chefe de mercados empresariais para o Google, ofereceu uma análise detalhada dos comerciais do Super Bowl que foram ao ar durante o jogo do campeonato de domingo. Ele disse que os mais bem-sucedidos eram orientados para vários canais, direcionando os espectadores para sites da web e "focando na conversão como nunca antes". A GoDaddy experimentou um tráfego significativo na web e um forte "efeito ressaca" do interesse dos espectadores nos dias que se seguiram devido a um provocante anúncio "teaser" apontando para a web, disse Goulding. 
A GoDaddy também anunciou durante o Super Bowl XLIV de 2010, comprando dois espaços. Os comerciais "Spa" e "News" foram estrelados pela GoDaddy Girl e piloto de corrida Danica Patrick. Em "Spa", Patrick está recebendo uma massagem luxuosa quando a massagista começa uma audição espontânea para a GoDaddy Girl. Em "News", os apresentadores conduzem uma entrevista 'pegadinha' com a GoDaddy Girl Danica Patrick sobre comerciais conhecidos por serem muito quentes para a televisão. Segundo a Akamai, houve um grande pico no tráfego da Internet no final do quarto quarto do jogo. Esse pico estava relacionado à transmissão do anúncio "News" da GoDaddy. O CEO Bob Parsons disse que a GoDaddy recebeu "uma tremenda onda de tráfego na web, sustentou o pico, converteu novos clientes e impulsionou as vendas de maneira geral".
Em 2013, a GoDaddy afastou-se de práticas publicitárias sensacionalistas na tentativa de melhorar sua imagem de marca. Em 2016, a GoDaddy não anunciou durante o Super Bowl pela primeira vez em mais de uma década, mas retornou em 2017 com sua campanha "The Internet Wants You". 

### GoDaddy Bowl
De 2010 a 2015, durante as temporadas de futebol americano universitário, a GoDaddy foi a patrocinadora do GoDaddy Bowl, um jogo de pós-temporada jogado em Mobile, Alabama, anteriormente chamado de GMAC Bowl antes de a GMAC receber financiamento do TARP em 2009. O jogo reunia times da Sun Belt Conference e da Mid-American Conference. O bowl foi renomeado como Dollar General Bowl após a cadeia de lojas de variedades Dollar General assumir o patrocínio em 2016. 

### Filantropia
Em 2009, a GoDaddy doou $50.000 para o Lincoln Family Downtown YMCA no Arizona, apesar de a organização ter solicitado apenas $1.000. Em dezembro de 2009, na Festa Anual de Feriados da GoDaddy, o Presidente Executivo e Fundador Bob Parsons e Danica Patrick anunciaram que a GoDaddy doaria $500.000 para o UMOM New Day Center, sediado em Phoenix, para financiar o Centro de Violência Doméstica Danica Patrick GoDaddy.com.
Um pedido foi feito à Orange County Choppers para uma motocicleta personalizada para arrecadar contribuições para caridade. Isso foi documentado pelo reality show American Chopper.